# Moerisia pallasi
Moerisia pallasi is een hydroïdpoliep uit de familie Moerisiidae. De poliep komt uit het geslacht Moerisia. Moerisia pallasi werd in 1912 voor het eerst wetenschappelijk beschreven door Derzhavin. 